# Copa de las Naciones de Saltos 2009
La Copa de las Naciones de Saltos 2009 fue la edición del año 2009 de la Copa de las Naciones de Saltos.

## Meydan FEI Copa de Naciones
La "Primera División", denominada Meydan FEI Copa de Naciones (Meydan FEI Nations Cup en idioma inglés), debido al patrocinio de la empresa Meydan, se compuso de 10 equipos: Alemania, Gran Bretaña, Holanda, Bélgica, Irlanda, Estados Unidos, Suiza, Suecia, Italia y Francia. 
Las 8 pruebas de que constó la competición fueron:
| Concurso                         | País         | Fecha               |
| 1 - La Baule-Escoublac           | Francia      | 15 de mayo de 2009  |
| 2 - Roma                         | Italia       | 29 de mayo de 2009  |
| 3 - San Galo                     | Suiza        | 5 de junio de 2009  |
| 4 - Róterdam                     | Países Bajos | 19 de junio de 2009 |
| 5 - Aquisgrán                    | Alemania     | 2 de julio de 2009  |
| 6 - Falsterbo                    | Suecia       | 17 de julio de 2009 |
| 7 - Hickstead (Sussex del Oeste) | Reino Unido  | 24 de julio de 2009 |
| 8 - Dublín                       | Irlanda      | 7 de agosto de 2009 |

y la clasificación final quedó de la siguiente manera:
| Puesto | Equipo         | 1   | 2   | 3   | 4  | 5   | 6   | 7   | 8   | Pts  |
| ------ | -------------- | --- | --- | --- | -- | --- | --- | --- | --- | ---- |
| 1      | Francia        | 4   | 7   | 0   | 10 | 10  | 5.5 | 7   | 4,5 | 48   |
| 2      | Estados Unidos | 2   | 10  | 10  | 7  | 5   | 2   | 3,5 | 4,5 | 44   |
| 3      | Alemania       | 5,5 | 4   | 7   | 2  | 6,5 | 1   | 10  | 3   | 39   |
| 4      | Suiza          | 10  | 5,5 | 5,5 | 0  | 2   | 5,5 | 0   | 6,5 | 35   |
| 5      | Países Bajos   | 5,5 | 2,5 | 3,5 | 6  | 6,5 | 3,5 | 1   | 0   | 28,5 |
| 6      | Irlanda        | 0   | 2,5 | 1   | 4  | 4   | 10  | 6   | 1   | 28,5 |
| 7      | Suecia         | 7   | 0   | 0   | 3  | 1   | 7   | 5   | 0   | 23   |
| 8      | Reino Unido    | 0   | 5,5 | 3,5 | 1  | 0   | 3,5 | 2   | 6,5 | 22   |
| 9      | Bélgica        | 3   | 0   | 5,5 | 5  | 3   | 0   | 3,5 | 2   | 22   |
| 10     | Italia         | 1   | 1   | 2   | 0  | 0   | 0   | 0   | 10  | 14   |

|  | Campeón                        |
|  | Desciende a Promotional League |

Francia se proclamó campeona, mientras que Italia y Bélgica descendieron a la Promotional League.

### Promotional League
La "segunda división", denominada Liga Promocional (Promotional League en inglés) se dividió en dos zonas, la de Europa y la de América del Norte y del Sur. Se disputó en los concursos que son Concursos de Saltos Internacionales Oficiales (CSIO) de cada país, además de Barcelona, que es el concurso oficial donde se decidió el ascenso a la "primera división". Gijón y Calgary fueron los únicos CSIO cinco estrellas del calendario de 2009:

### Europa
| Concurso     | País            | Fecha                    |                                                 |
| Lummen       | Bélgica         | 3 de mayo de 2009        |                                                 |
| Copenhague   | Dinamarca       | 17 de mayo de 2009       |                                                 |
| Linz         | Austria         | 17 de mayo de 2009       |                                                 |
| Lisboa       | Portugal        | 31 de mayo de 2009       |                                                 |
| Piatra Neamt | Rumania         | 7 de junio de 2009       |                                                 |
| Albena       | Bulgaria        | 14 de junio de 2009      |                                                 |
| Drammen      | Noruega         | 21 de junio de 2009      |                                                 |
| Sopot        | Polonia         | 21 de junio de 2009      |                                                 |
| Hamina       | Finlandia       | 28 de junio de 2009      |                                                 |
| Gijón        | España          | 3 de agosto de 2009      |                                                 |
| Bratislava   | Eslovenia       | 9 de agosto de 2009      |                                                 |
| Estambul     | Turquía         | 6 de septiembre de 2009  |                                                 |
| Praga        | República Checa | 13 de septiembre de 2009 |                                                 |
| Barcelona    | España          | 18 de septiembre de 2009 | Meydan FEI Nations Cup Promotional League Final |

### América del Norte y del Sur
| Concurso            | País           | Fecha                   |
| Wellington, Florida | Estados Unidos | 1 de marzo de 2009      |
| Calgary             | Canadá         | 9 de septiembre de 2009 |

Los seis equipos clasificados para la prueba de ascenso a la máxima categoría (Meydan FEI Nations Cup Promotional League Final) que se celebró durante el Concurso de Saltos Internacional de Barcelona, fueron España, Noruega, Hungría, Canadá, Polonia y Finlandia, y la clasificación final fue la siguiente:
| Puesto | Equipo    | Puntos |
| ------ | --------- | ------ |
| 1      | España    | 4      |
| 2      | Canadá    | 16     |
| 3      | Polonia   | 41     |
| 4      | Noruega   | 44     |
| 5      | Finlandia | 44     |
| 6      | Hungría   | 54     |

|  | Asciende a Meydan FEI Copa de Naciones |

España y Canadá, que se clasificaron en primer y segundo lugar, consiguieron el ascenso y pasan a disputar en el año 2010 la Meydan FEI Nations Cup, pero Polonia ocupó la plaza de Canadá al desestimar los canadienses el ascenso.